# 달려라 댕댕이
달려라 댕댕이는 MBC 에브리원과 MBC 스포츠플러스의 공동 제작으로 방송된 반려견 어질리티 전문 예능 프로그램이다.

## 기획 의도
연예계 대표 애견인 4팀과 그들의 반려견이 '도그 어질리티(dog agility)'를 배우고 함께 호흡을 맞춰나가며, 정식 어질리티 대회에 도전하는 과정 속에서 인간과 반려견의 교감, 도전, 성취, 감동을 담은 예능 프로그램이다.

## 방송 시간
- MBC 에브리원 : 매주 월요일 저녁 8시 30분 ~ 밤 9시 38분
- MBC 스포츠플러스 : 매주 월요일 밤 9시 30분 ~ 10시 30분
- 재방 채널 : MBC M, MBC 드라마넷, MBC ON

## 출연진
- MC : 문세윤, 최성민, 설채현
- 출연 : 김원효, 심진화, 김지민, 김수찬, 이태성
- 참가하는 댕댕이들 : 태풍이, 느낌, 나리, 은찬이, 카오, 몬드

## 시청률
- 1회 : 0.4 %
- 2회 : 0.3 %
- 3회 : 0.3 %
- 4회 : 0.3 %
- 5회 : 0.3 %